# Colin Pittendrigh
Colin Stephenson Pittendrigh (* 13. Oktober 1918 in Whatley Bay, England; † 19. März 1996 in Bozeman, Montana) war ein britischer Biologe und Mitbegründer der Chronobiologie. Er war zudem Botaniker, sein Standard-Autorenkürzel lautet Pittendr.

## Biographisches
Colin Pittendrigh wurde 1918 im Nordosten Englands (dem heutigen Tyne and Wear) geboren und studierte an der Universität von Durham. Er war verheiratet und hatte zwei Kinder. Während des Zweiten Weltkrieges wurde er von der britischen Regierung nach Trinidad geschickt, um eine Methode zu entwickeln, die britischen Truppen vor der Malaria zu schützen.
Nach Kriegsende ging Pittendrigh an die Columbia University, um dort seine Doktorarbeit bei dem Evolutionsgenetiker Theodosius Dobzhansky zu schreiben. 1950 wurde Pittendrigh US-amerikanischer Staatsbürger. 1968 wechselte er an die Stanford University.
Pittendrighs großes Hobby war das Fliegenfischen.

## Arbeitsgebiet
Schon bei seiner Arbeit in Trinidad, während des Zweiten Weltkrieges, begann er sich für die zeitliche Organisation von Lebewesen zu interessieren. Dieses Interesse brachte ihn dazu die Arbeit auf diesem Gebiet in Princeton fortzusetzen. Mit seiner Arbeit konnte er zeigen, dass biologisches Zeitmanagement und die zu beobachtenden Rhythmen bei Tieren von circa 24 Stunden endogen sind und nicht, wie viele Wissenschaftler dachten, durch Signale aus der Umgebung ausgelöst wurden. Er entwickelte ein Oszillator-Modell und beschrieb die Eigenschaften eines internen Pacemakers und dessen Entrainment im Tageszyklus von Licht und Dunkel. Zusammen mit Jürgen Aschoff trug er grundlegend zum heutigen Verständnis der zeitlichen Organisation von Organismen bei, beispielsweise des menschlichen Schlaf-Wachrhythmus, des Winterschlafs, der Himmelsnavigation von Tieren oder des Jetlags.
Pittendrigh führte auch den Begriff der Teleonomie ein, den er in dem von Anne Roe und George Gaylord Simpson edierten Buch „Behavior and Evolution“ (1958) zur Kennzeichnung zellularer Regelmechanismen verwendete, welche durch objektive Gesetzmäßigkeiten determiniert sind. Er stellte den Begriff Teleonomie bewusst der Teleologie entgegen, den er für einen unwissenschaftlichen und idealistischen Interpretationsansatz für biologische Regelmechanismen hielt. Ein teleonomischer Vorgang oder ein teleonomisches Verhalten ist ein Vorgang oder Verhalten, dass sein Zielgerichtetsein dem Wirken eines Programms verdankt.
- 1940 Abschluss der University of Durham in England
- bis 1945 Arbeit in Trinidad an Malaria (im Auftrag der Rockefeller Foundation)
- 1945–1946 Doktorarbeit an der Columbia University (Abschluss 1948)
- 1947 Assistant Professor für Biologie an der Princeton University
- 1950 Pittendrigh wird US-amerikanischer Staatsbürger
- 1969 Pittendrigh beginnt seine Arbeit an der Stanford University
- 1976–1984 Direktor der Hopkins Marine Station

## Mitgliedschaft/Mitarbeit/Preise
- Mitglied im Beraterstab der National Aeronautics and Space Administration
- "National Academy of Sciences study", "Biology and the Exploration of Mars."
- Mitglied der National Academy of Sciences
- Mitglied der American Academy of Arts and Sciences (1958)
- Mitglied der American Philosophical Society (1979)
- Guggenheim-Stipendium
- Alexander-von-Humboldt-Preis
- Goldmedaille der Tschechischen Akademie der Wissenschaften
- Präsident der "American Society of Naturalists"
- Vizepräsident der American Association for the Advancement of Science

## Schriften (Auswahl)
- Colin S. Pittendrigh: Circadian systems: entrainment. In: Jürgen Aschoff (Hrsg.): Biological Rhythms, Springer, Boston, MA, 1981. S. 95–124, doi:10.1007/978-1-4615-6552-9, ISBN 978-1-4615-6554-3 (PDF).
- Pittendrigh CS: Temporal organization: reflections of a Darwinian clock-watcher. Annu Rev Physiol. 1993;55:16-54. doi:10.1146/annurev.ph.55.030193.000313.